# Portugal en la Eurocopa 2020
La Selección de fútbol de Portugal fue una de las 24 selecciones que participó en la Eurocopa 2020. Originalmente se iba a disputar en 2020; sin embargo, el torneo se pospuso hasta 2021 debido a la pandemia de COVID-19.  Se realizó entre el 11 de junio y el 11 de julio de 2021.

## Clasificación
Portugal obtuvo la clasificación para el torneo continental como segunda del grupo B por detrás de Ucrania y por delante de selecciones como Serbia, Luxemburgo y Lituania.
| Equipo     | Pts | PJ | PG | PE | PP | GF | GC | Dif |
| ---------- | --- | -- | -- | -- | -- | -- | -- | --- |
| Ucrania    | 20  | 8  | 6  | 2  | 0  | 17 | 4  | +13 |
| Portugal   | 17  | 8  | 5  | 2  | 1  | 22 | 6  | +16 |
| Serbia     | 14  | 8  | 4  | 2  | 2  | 17 | 17 | 0   |
| Luxemburgo | 4   | 8  | 1  | 1  | 6  | 7  | 16 | -9  |
| Lituania   | 1   | 8  | 0  | 1  | 7  | 5  | 25 | -20 |

### Partidos
| Fecha                    | Ciudad               | Jornada |            |                       | Resultado |                       |            |
| ------------------------ | -------------------- | ------- | ---------- | --------------------- | --------- | --------------------- | ---------- |
| 22 de marzo de 2019      | Lisboa               | 1       | Portugal   | Bandera de Portugal   | 0:0       | Bandera de Ucrania    | Ucrania    |
| 25 de marzo de 2019      | Lisboa               | 2       | Portugal   | Bandera de Portugal   | 1:1 (1:1) | Bandera de Serbia     | Serbia     |
| 7 de septiembre de 2019  | Belgrado             | 5       | Serbia     | Bandera de Serbia     | 2:4 (0:1) | Bandera de Portugal   | Portugal   |
| 10 de septiembre de 2019 | Vilna                | 6       | Lituania   | Bandera de Lituania   | 1:5 (1:1) | Bandera de Portugal   | Portugal   |
| 11 de octubre de 2019    | Lisboa               | 7       | Portugal   | Bandera de Portugal   | 3:0 (1:0) | Bandera de Luxemburgo | Luxemburgo |
| 14 de octubre de 2019    | Kiev                 | 8       | Ucrania    | Bandera de Ucrania    | 2:1 (2:0) | Bandera de Portugal   | Portugal   |
| 14 de noviembre de 2019  | Faro                 | 9       | Portugal   | Bandera de Portugal   | 6:0 (2:0) | Bandera de Lituania   | Lituania   |
| 17 de noviembre de 2019  | Ciudad de Luxemburgo | 10      | Luxemburgo | Bandera de Luxemburgo | 0:2 (0:1) | Bandera de Portugal   | Portugal   |

#### Portugal vs. Ucrania
| 22 de marzo de 2019 | Portugal | 0:0     | Ucrania | Estádio da Luz, Lisboa                                     |                                                            |
| 19:45 (UTC+0)       |          | Reporte |         | Asistencia: 58.355 espectadores Árbitro(s): Clément Turpin | Asistencia: 58.355 espectadores Árbitro(s): Clément Turpin |

| Uniformes | Uniformes |
| --------- | --------- |
|           |           |

#### Portugal vs. Serbia
| 25 de marzo de 2019 | Portugal   | 1:1 (1:1) | Serbia   | Estádio da Luz, Lisboa                                       |                                                              |
| 19:45 (UTC+0)       | Danilo 42' | Reporte   | 7' Tadić | Asistencia: 50.342 espectadores Árbitro(s): Szymon Marciniak | Asistencia: 50.342 espectadores Árbitro(s): Szymon Marciniak |

| Uniformes | Uniformes |
| --------- | --------- |
|           |           |

#### Serbia vs. Portugal
| 7 de septiembre de 2019 | Serbia                          | 2:4 (0:1) | Portugal                                                       | Estadio Estrella Roja, Belgrado                          |                                                          |
| 20:45 (UTC+1)           | - Milenković 68' - Mitrović 85' | Reporte   | - 42' Carvalho - 58' Guedes - 80' Ronaldo - 86' Bernardo Silva | Asistencia: 39.839 espectadores Árbitro(s): Cüneyt Çakır | Asistencia: 39.839 espectadores Árbitro(s): Cüneyt Çakır |

| Uniformes | Uniformes |
| --------- | --------- |
|           |           |

#### Lituania vs. Portugal
| 10 de septiembre de 2019 | Lituania              | 1:5 (1:1) | Portugal                                  | Estadio LFF, Vilna                                     |                                                        |
| 21:45 (UTC+3)            | - Andriuškevičius 28' | Reporte   | - 7' 61' 65' 76' Ronaldo - 90+2' Carvalho | Asistencia: 5.067 espectadores Árbitro(s): Bas Nijhuis | Asistencia: 5.067 espectadores Árbitro(s): Bas Nijhuis |

| Uniformes | Uniformes |
| --------- | --------- |
|           |           |

#### Portugal vs. Luxemburgo
| 11 de octubre de 2019 | Portugal                                        | 3:0 (1:0) | Luxemburgo | Estadio José Alvalade, Lisboa                                |                                                              |
| 19:45 (UTC+1)         | - Bernardo Silva 16' - Ronaldo 65' - Guedes 89' | Reporte   |            | Asistencia: 47.305 espectadores Árbitro(s): Daniel Stefański | Asistencia: 47.305 espectadores Árbitro(s): Daniel Stefański |

| Uniformes | Uniformes |
| --------- | --------- |
|           |           |

#### Ucrania vs. Portugal
| 14 de octubre de 2019 | Ucrania                         | 2:1 (2:0) | Portugal      | Olímpico de Kiev, Kiev                                     |                                                            |
| 21:45 (UTC+3)         | - Yaremchuk 6' - Yarmolenko 27' | Reporte   | - 72' Ronaldo | Asistencia: 65.883 espectadores Árbitro(s): Anthony Taylor | Asistencia: 65.883 espectadores Árbitro(s): Anthony Taylor |

| Uniformes | Uniformes |
| --------- | --------- |
|           |           |

#### Portugal vs. Lituania
| 14 de noviembre de 2019 | Portugal                                                              | 6:0 (2:0) | Lituania | Estadio Algarve, Faro    |                          |
| 19:45 (UTC+0)           | - Ronaldo 7' 22' 65' - Pizzi 52' - Paciência 56' - Bernardo Silva 63' | Reporte   |          | Árbitro(s): Ruddy Buquet | Árbitro(s): Ruddy Buquet |

| Uniformes | Uniformes |
| --------- | --------- |
|           |           |

#### Luxemburgo vs. Portugal
| 17 de noviembre de 2019 | Luxemburgo | 0:2 (0:1) | Portugal                            | Josy Barthel, Ciudad de Luxemburgo |                               |
| 15:00 (UTC+1)           |            | Reporte   | - 39' Bruno Fernandes - 86' Ronaldo | Árbitro(s): Jesús Gil Manzano      | Árbitro(s): Jesús Gil Manzano |

| Uniformes | Uniformes |
| --------- | --------- |
|           |           |

## Preparación

### Partidos
| Fecha                   | Ciudad      | Competición      |            |                       | Resultado |                       |            |
| ----------------------- | ----------- | ---------------- | ---------- | --------------------- | --------- | --------------------- | ---------- |
| 5 de septiembre de 2020 | Lisboa      | Liga de Naciones | Portugal   | Bandera de Portugal   | 4:1 (1:0) | Bandera de Croacia    | Croacia    |
| 8 de septiembre de 2020 | Estocolmo   | Liga de Naciones | Suecia     | Bandera de Suecia     | 0:2 (0:1) | Bandera de Portugal   | Portugal   |
| 7 de octubre de 2020    | Lisboa      | Amistoso         | Portugal   | Bandera de Portugal   | 0:0       | Bandera de España     | España     |
| 11 de octubre de 2020   | Saint-Denis | Liga de Naciones | Francia    | Bandera de Francia    | 0:0       | Bandera de Portugal   | Portugal   |
| 14 de octubre de 2020   | Lisboa      | Liga de Naciones | Portugal   | Bandera de Portugal   | 3:0 (2:0) | Bandera de Suecia     | Suecia     |
| 11 de noviembre de 2020 | Lisboa      | Amistoso         | Portugal   | Bandera de Portugal   | 7:0 (2:0) | Bandera de Andorra    | Andorra    |
| 14 de noviembre de 2020 | Lisboa      | Liga de Naciones | Portugal   | Bandera de Portugal   | 0:1 (0:0) | Bandera de Francia    | Francia    |
| 17 de noviembre de 2020 | Split       | Liga de Naciones | Croacia    | Bandera de Croacia    | 2:3 (1:0) | Bandera de Portugal   | Portugal   |
| 24 de marzo de 2021     | Turín       | Eliminatorias    | Portugal   | Bandera de Portugal   | 1:0 (1:0) | Bandera de Azerbaiyán | Azerbaiyán |
| 27 de marzo de 2021     | Belgrado    | Eliminatorias    | Serbia     | Bandera de Serbia     | 2:2 (0:2) | Bandera de Portugal   | Portugal   |
| 30 de marzo de 2021     | Luxemburgo  | Eliminatorias    | Luxemburgo | Bandera de Luxemburgo | 1:3 (1:1) | Bandera de Portugal   | Portugal   |
| 4 de junio de 2021      | Madrid      | Amistoso         | España     | Bandera de España     | 0:0       | Bandera de Portugal   | Portugal   |
| 9 de junio de 2021      | Lisboa      | Amistoso         | Portugal   | Bandera de Portugal   | 4:0 (2:0) | Bandera de Israel     | Israel     |

#### Partidos Oficiales
| 5 de septiembre de 2020 | Portugal                                                   | 4:1 (1:0) | Croacia          | Estadio do Dragão, Oporto                           |                                                     |
|                         | - Cancelo 41' - Jota 58' - João Félix 70' - A. Silva 90+4' | Reporte   | - Petković 90+1' | Asistencia: 0 espectadores Árbitro(s): Davide Massa | Asistencia: 0 espectadores Árbitro(s): Davide Massa |

| Uniformes | Uniformes |
| --------- | --------- |
|           |           |

| 8 de septiembre de 2020 | Suecia | 0:2 (0:1) | Portugal            | Friends Arena, Estocolmo                              |                                                       |
|                         |        | Reporte   | - Ronaldo 45+1' 72' | Asistencia: 0 espectadores Árbitro(s): Danny Makkelie | Asistencia: 0 espectadores Árbitro(s): Danny Makkelie |

| Uniformes | Uniformes |
| --------- | --------- |
|           |           |

| 11 de octubre de 2020 | Francia | 0:0 (0:0) | Portugal | Stade de France, Saint-Denis                               |                                                            |
|                       |         | Reporte   |          | Asistencia: 1000 espectadores Árbitro(s): Del Cerro Grande | Asistencia: 1000 espectadores Árbitro(s): Del Cerro Grande |

| Uniformes | Uniformes |
| --------- | --------- |
|           |           |

| 14 de octubre de 2020 | Portugal                      | 3:0 (2:0) | Suecia | Estadio José Alvalade, Lisboa                              |                                                            |
|                       | - Bernardo 21' - Jota 44' 72' | Reporte   |        | Asistencia: 5000 espectadores Árbitro(s): Srdjan Jovanović | Asistencia: 5000 espectadores Árbitro(s): Srdjan Jovanović |

| Uniformes | Uniformes |
| --------- | --------- |
|           |           |

| 14 de noviembre de 2020 | Portugal | 0:1 (0:0) | Francia     | Estadio da Luz, Lisboa                                |                                                       |
|                         |          | Reporte   | - Kanté 54' | Asistencia: 0 espectadores Árbitro(s): Tobias Stieler | Asistencia: 0 espectadores Árbitro(s): Tobias Stieler |

| Uniformes | Uniformes |
| --------- | --------- |
|           |           |

| 17 de noviembre de 2020 | Croacia           | 2:3 (1:0) | Portugal                     | Estadio Poljud, Split                                 |                                                       |
|                         | - Kovačić 29' 65' | Reporte   | - Dias 52' 90+1' - Felix 60' | Asistencia: 0 espectadores Árbitro(s): Michael Oliver | Asistencia: 0 espectadores Árbitro(s): Michael Oliver |

| Uniformes | Uniformes |
| --------- | --------- |
|           |           |

| 24 de marzo de 2021 | Portugal              | 1:0 (1:0)                 | Azerbaiyán | Juventus Stadium, Turín                               |                                                       |
|                     | - Medvedev 36' (a.g.) | FIFA Reporte UEFA Reporte |            | Asistencia: 0 espectadores Árbitro(s): Daniel Siebert | Asistencia: 0 espectadores Árbitro(s): Daniel Siebert |

| Uniformes | Uniformes |
| --------- | --------- |
|           |           |

| 27 de marzo de 2021 | Serbia                      | 2:2 (0:2)                 | Portugal        | Estadio Rajko Mitić, Belgrado                         |                                                       |
|                     | - Mitrović 46' - Kostić 60' | FIFA Reporte UEFA Reporte | - Jota 11', 36' | Asistencia: 0 espectadores Árbitro(s): Danny Makkelie | Asistencia: 0 espectadores Árbitro(s): Danny Makkelie |

| Uniformes | Uniformes |
| --------- | --------- |
|           |           |

| 30 de marzo de 2021, 20:45 | Luxemburgo      | 1:3 (1:1)                 | Portugal                                  | Estadio Josy Barthel, Luxemburgo                      |                                                       |
|                            | - Rodrigues 30' | FIFA Reporte UEFA Reporte | - Jota 45+2' - Ronaldo 51' - Palhinha 80' | Asistencia: 0 espectadores Árbitro(s): Serguéi Ivanov | Asistencia: 0 espectadores Árbitro(s): Serguéi Ivanov |

| Uniformes | Uniformes |
| --------- | --------- |
|           |           |

### Amistosos previos
| 7 de octubre de 2020 | Portugal | 0:0 (0:0) | España | Estádio José Alvalade, Lisboa                           |                                                         |
|                      |          | Reporte   |        | Asistencia: 2 500 espectadores Árbitro(s): Paolo Valeri | Asistencia: 2 500 espectadores Árbitro(s): Paolo Valeri |

| Uniformes | Uniformes |
| --------- | --------- |
|           |           |

| 11 de noviembre de 2020 | Portugal                                                                           | 7:0 (2:0) | Andorra | Estádio da Luz, Lisboa                             |                                                    |
|                         | - Neto 15' - Paulinho 29' 61' - Sanches 56' - García 76' - Ronaldo 85' - Félix 88' | Reporte   |         | Asistencia: 0 espectadores Árbitro(s): Alain Bieri | Asistencia: 0 espectadores Árbitro(s): Alain Bieri |

| Uniformes | Uniformes |
| --------- | --------- |
|           |           |

| 4 de junio de 2021 | España | 0:0 (0:0) | Portugal | Wanda Metropolitano, Madrid                              |                                                          |
|                    |        | Reporte   |          | Asistencia: 14 743 espectadores Árbitro(s): Craig Parson | Asistencia: 14 743 espectadores Árbitro(s): Craig Parson |

| Uniformes | Uniformes |
| --------- | --------- |
|           |           |

| 9 de junio de 2021 | Portugal                                          | 4:0 (2:0) | Israel | Estádio José Alvalade, Lisboa                          |                                                        |
|                    | - Fernandes 42' 90+1' - Ronaldo 44' - Cancelo 86' | Reporte   |        | Asistencia: 0 espectadores Árbitro(s): Jérémie Pignard | Asistencia: 0 espectadores Árbitro(s): Jérémie Pignard |

| Uniformes | Uniformes |
| --------- | --------- |
|           |           |

## Torneo

### Convocatoria
El equipo fue anunciado el 20 de mayo de 2021.
| No. | Pos. | Jugador           | Fecha de nacimiento (edad)        | Apa. | Goles | Club                    |
| --- | ---- | ----------------- | --------------------------------- | ---- | ----- | ----------------------- |
| 1   | POR  | Rui Patrício      | 15 de febrero de 1988 (33 años)   | 92   | 0     | Wolverhampton Wanderers |
| 2   | DEF  | Nélson Semedo     | 16 de noviembre de 1993 (27 años) | 17   | 0     | Wolverhampton Wanderers |
| 3   | DEF  | Pepe              | 26 de febrero de 1983 (38 años)   | 113  | 7     | Porto                   |
| 4   | DEF  | Rúben Dias        | 14 de mayo de 1997 (24 años)      | 27   | 2     | Manchester City         |
| 5   | DEF  | Raphaël Guerreiro | 22 de diciembre de 1993 (27 años) | 45   | 2     | Borussia Dortmund       |
| 6   | DEF  | José Fonte        | 22 de diciembre de 1983 (37 años) | 45   | 0     | Lille                   |
| 7   | DEL  | Cristiano Ronaldo | 5 de febrero de 1985 (36 años)    | 173  | 103   | Juventus                |
| 8   | MED  | João Moutinho     | 8 de septiembre de 1986 (34 años) | 130  | 7     | Wolverhampton Wanderers |
| 9   | DEL  | André Silva       | 6 de noviembre de 1995 (25 años)  | 38   | 16    | Eintracht Fráncfort     |
| 10  | MED  | Bernardo Silva    | 10 de agosto de 1994 (26 años)    | 54   | 7     | Manchester City         |
| 11  | MED  | Bruno Fernandes   | 8 de septiembre de 1994 (26 años) | 27   | 2     | Manchester United       |
| 12  | POR  | Anthony Lopes     | 1 de octubre de 1990 (30 años)    | 13   | 0     | Lyon                    |
| 13  | MED  | Danilo Pereira    | 9 de septiembre de 1991 (29 años) | 45   | 2     | Paris Saint-Germain     |
| 14  | MED  | William Carvalho  | 7 de abril de 1992 (29 años)      | 64   | 4     | Real Betis              |
| 15  | DEL  | Rafa Silva        | 17 de mayo de 1993 (28 años)      | 20   | 0     | Benfica                 |
| 16  | MED  | Renato Sanches    | 18 de agosto de 1997 (23 años)    | 24   | 2     | Lille                   |
| 17  | MED  | Gonçalo Guedes    | 29 de noviembre de 1996 (24 años) | 22   | 6     | Valencia                |
| 18  | MED  | Rúben Neves       | 13 de marzo de 1997 (24 años)     | 20   | 0     | Wolverhampton Wanderers |
| 19  | MED  | Pedro Gonçalves   | 28 de junio de 1998 (22 años)     | 0    | 0     | Sporting de Lisboa      |
| 20  | DEF  | João Cancelo      | 27 de mayo de 1994 (27 años)      | 26   | 4     | Manchester City         |
| 21  | DEL  | Diogo Jota✝       | 4 de diciembre de 1996 (24 años)  | 12   | 6     | Liverpool               |
| 22  | POR  | Rui Silva         | 7 de febrero de 1994 (27 años)    | 0    | 0     | Granada                 |
| 23  | DEL  | João Félix        | 10 de noviembre de 1999 (21 años) | 16   | 3     | Atlético Madrid         |
| 24  | MED  | Sérgio Oliveira   | 2 de junio de 1992 (29 años)      | 10   | 0     | Porto                   |
| 25  | DEF  | Nuno Mendes       | 19 de junio de 2002 (18 años)     | 3    | 0     | Sporting de Lisboa      |
| 26  | MED  | João Palhinha     | 9 de julio de 1995 (25 años)      | 3    | 1     | Sporting de Lisboa      |

## Participación

### Partidos
| Fecha       | Ciudad   | Instancia        |          |                     | Resultado |                     |          |
| ----------- | -------- | ---------------- | -------- | ------------------- | --------- | ------------------- | -------- |
| 15 de junio | Budapest | Fase de grupos   | Hungría  | Bandera de Hungría  | 0:3 (0:0) | Bandera de Portugal | Portugal |
| 19 de junio | Múnich   | Fase de grupos   | Portugal | Bandera de Portugal | 2:4 (1:2) | Bandera de Alemania | Alemania |
| 23 de junio | Budapest | Fase de grupos   | Portugal | Bandera de Portugal | 2:2 (1:1) | Bandera de Francia  | Francia  |
| 27 de junio | Sevilla  | Octavos de final | Bélgica  | Bandera de Bélgica  | 1:0 (1:0) | Bandera de Portugal | Portugal |

### Grupo F
El Allianz Arena de Múnich y el Puskás Aréna de Budapest albergaron los partidos del grupo. 
| Selección | Pts | PJ | PG | PE | PP | GF | GC | Dif |
| --------- | --- | -- | -- | -- | -- | -- | -- | --- |
| Francia   | 5   | 3  | 1  | 2  | 0  | 4  | 3  | 1   |
| Alemania  | 4   | 3  | 1  | 1  | 1  | 6  | 5  | 1   |
| Portugal  | 4   | 3  | 1  | 1  | 1  | 7  | 6  | 1   |
| Hungría   | 2   | 3  | 0  | 2  | 1  | 3  | 6  | −3  |

#### Hungría vs. Portugal
| 15 de junio de 2021, 18:00 | Hungría | 0:3 (0:0) | Portugal                                  | Puskás Aréna, Budapest                                   |                                                          |
| |         | Reporte   | Guerreiro 84' · Ronaldo 87' (pen.), 90+2' | Asistencia: 55 662 espectadores Árbitro(s): Cüneyt Çakır | Asistencia: 55 662 espectadores Árbitro(s): Cüneyt Çakır |
| Cristiano Ronaldo supera a Michel Platini y se convierte en el máximo goleador histórico de la Eurocopa, con 11 goles. Además, se convierte en el futbolista con más victorias en la historia de la competición (12). |         |           |                                           |                                                          |                                                          |

| 1          | Guardameta     | Péter Gulácsi       |     |
| 21         | Defensa        | Endre Botka         |     |
| 6          | Defensa        | Willi Orbán         |     |
| 4          | Defensa        | Attila Szalai       |     |
| 8          | Centrocampista | Ádám Nagy           | 89' |
| 14         | Centrocampista | Gergő Lovrencsics   |     |
| 15         | Centrocampista | László Kleinheisler | 78' |
| 13         | Centrocampista | András Schäfer      | 65' |
| 5          | Centrocampista | Attila Fiola        | 85' |
| 9          | Delantero      | Ádám Szalai         |     |
| 20         | Delantero      | Roland Sallai       | 77' |
| Entrenador | Entrenador     | Marco Rossi         |     |

| 1          | Guardameta     | Rui Patrício      |     |
| 2          | Defensa        | Nélson Semedo     | {   |
| 4          | Defensa        | Rúben Dias        |     |
| 3          | Defensa        | Pepe              |     |
| 5          | Defensa        | Raphaël Guerreiro |     |
| 13         | Centrocampista | Danilo Pereira    |     |
| 14         | Centrocampista | João Moutinho     | 81' |
| 11         | Centrocampista | Renato Sanches    | 89' |
| 7          | Delantero      | Cristiano Ronaldo |     |
| 21         | Delantero      | Diogo Jota        | 81' |
| 10         | Delantero      | Bernardo Silva    | 71' |
| Entrenador | Entrenador     | Fernando Santos   |     |

| 7  | Defensa        | Loïc Négo      | 65' |
| 24 | Defensa        | Szabolcs Schön | 77' |
| 18 | Centrocampista | Dávid Sigér    | 78' |
| 19 | Centrocampista | Kevin Varga    | 88' |
| 17 | Centrocampista | Roland Varga   | 88' |

| 15 | Delantero      | Rafa Silva     | 71' |
| 16 | Centrocampista | Renato Sanches | 81' |
| 9  | Delantero      | André Silva    | 81' |
| 8  | Centrocampista | João Moutinho  | 88' |

| Anotado         | 84'   | Raphaël Guerreiro | 0:1 |
| Anotado · Penal | 87'   | Cristiano Ronaldo | 0:2 |
| Anotado         | 90+2' | Cristiano Ronaldo | 0:3 |

| Amonestado | 80' | Loïc Négo   |
| Amonestado | 86' | Willi Orbán |

| Amonestado | 38' | Rúben Dias |

| Árbitro                                            | Cüneyt Çakır        |
| Árbitros asistentes                                | Bahattin Duran      |
| Árbitros asistentes                                | Tarik Ongun         |
| Cuarto árbitro                                     | Sandro Schärer      |
| Quinto árbitro                                     | Stéphane De Almeida |
| Árbitro asistente de video                         | Massimiliano Irrati |
| Árbitros asistentes del árbitro asistente de video | Paolo Valeri        |
| Árbitros asistentes del árbitro asistente de video | Filippo Meli        |
| Árbitros asistentes del árbitro asistente de video | Paweł Gil           |

| 1          | Guardameta     | Péter Gulácsi       |     |
| 21         | Defensa        | Endre Botka         |     |
| 6          | Defensa        | Willi Orbán         |     |
| 4          | Defensa        | Attila Szalai       |     |
| 8          | Centrocampista | Ádám Nagy           | 89' |
| 14         | Centrocampista | Gergő Lovrencsics   |     |
| 15         | Centrocampista | László Kleinheisler | 78' |
| 13         | Centrocampista | András Schäfer      | 65' |
| 5          | Centrocampista | Attila Fiola        | 85' |
| 9          | Delantero      | Ádám Szalai         |     |
| 20         | Delantero      | Roland Sallai       | 77' |
| Entrenador | Entrenador     | Marco Rossi         |     |

| 1          | Guardameta     | Rui Patrício      |     |
| 2          | Defensa        | Nélson Semedo     | {   |
| 4          | Defensa        | Rúben Dias        |     |
| 3          | Defensa        | Pepe              |     |
| 5          | Defensa        | Raphaël Guerreiro |     |
| 13         | Centrocampista | Danilo Pereira    |     |
| 14         | Centrocampista | João Moutinho     | 81' |
| 11         | Centrocampista | Renato Sanches    | 89' |
| 7          | Delantero      | Cristiano Ronaldo |     |
| 21         | Delantero      | Diogo Jota        | 81' |
| 10         | Delantero      | Bernardo Silva    | 71' |
| Entrenador | Entrenador     | Fernando Santos   |     |

| 7  | Defensa        | Loïc Négo      | 65' |
| 24 | Defensa        | Szabolcs Schön | 77' |
| 18 | Centrocampista | Dávid Sigér    | 78' |
| 19 | Centrocampista | Kevin Varga    | 88' |
| 17 | Centrocampista | Roland Varga   | 88' |

| 15 | Delantero      | Rafa Silva     | 71' |
| 16 | Centrocampista | Renato Sanches | 81' |
| 9  | Delantero      | André Silva    | 81' |
| 8  | Centrocampista | João Moutinho  | 88' |

| Anotado         | 84'   | Raphaël Guerreiro | 0:1 |
| Anotado · Penal | 87'   | Cristiano Ronaldo | 0:2 |
| Anotado         | 90+2' | Cristiano Ronaldo | 0:3 |

| Amonestado | 80' | Loïc Négo   |
| Amonestado | 86' | Willi Orbán |

| Amonestado | 38' | Rúben Dias |

| Árbitro                                            | Cüneyt Çakır        |
| Árbitros asistentes                                | Bahattin Duran      |
| Árbitros asistentes                                | Tarik Ongun         |
| Cuarto árbitro                                     | Sandro Schärer      |
| Quinto árbitro                                     | Stéphane De Almeida |
| Árbitro asistente de video                         | Massimiliano Irrati |
| Árbitros asistentes del árbitro asistente de video | Paolo Valeri        |
| Árbitros asistentes del árbitro asistente de video | Filippo Meli        |
| Árbitros asistentes del árbitro asistente de video | Paweł Gil           |

| Estadísticas      | Bandera de Hungría | Bandera de Portugal |
| Tiros             | 5                  | 11                  |
| Tiros a puerta    | 3                  | 7                   |
| Faltas            | 17                 | 15                  |
| Saques de esquina | 0                  | 6                   |
| Penaltis          | 0                  | 1                   |
| Fueras de juego   | 2                  | 1                   |
| Posesión de balón | 35%                | 65%                 |

#### Portugal vs. Alemania
| 19 de junio de 2021, 18:00 | Portugal               | 2:4 (1:2) | Alemania                                                          | Allianz Arena, Múnich                                      |                                                            |
|                            | Ronaldo 15' · Jota 67' | Reporte   | Dias 35' (a.g.) · Guerreiro 39' (a.g.) · Havertz 51' · Gosens 60' | Asistencia: 12 926 espectadores Árbitro(s): Anthony Taylor | Asistencia: 12 926 espectadores Árbitro(s): Anthony Taylor |

| 1          | Guardameta     | Rui Patrício      |     |
| 2          | Defensa        | Nélson Semedo     |     |
| 4          | Defensa        | Rúben Dias        |     |
| 3          | Defensa        | Pepe              |     |
| 5          | Defensa        | Raphaël Guerreiro |     |
| 14         | Centrocampista | William Carvalho  | 58' |
| 13         | Centrocampista | Danilo Pereira    |     |
| 10         | Centrocampista | Bernardo Silva    | 46' |
| 11         | Centrocampista | Bruno Fernandes   | 64' |
| 21         | Centrocampista | Diogo Jota        | 89' |
| 7          | Delantero      | Cristiano Ronaldo |     |
| Entrenador | Entrenador     | Fernando Santos   |     |

| 1          | Guardameta     | Manuel Neuer    |     |
| 4          | Defensa        | Matthias Ginter |     |
| 5          | Defensa        | Mats Hummels    | 63' |
| 2          | Defensa        | Antonio Rüdiger |     |
| 6          | Centrocampista | Joshua Kimmich  |     |
| 21         | Centrocampista | İlkay Gündoğan  | 73' |
| 8          | Centrocampista | Toni Kroos      |     |
| 20         | Centrocampista | Robin Gosens    | 63' |
| 7          | Centrocampista | Kai Havertz     | 73' |
| 25         | Centrocampista | Thomas Müller   |     |
| 10         | Delantero      | Serge Gnabry    | 87' |
| Entrenador | Entrenador     | Joachim Löw     |     |

| 16 | Centrocampista | Renato Sanches | 46' |
| 15 | Delantero      | Rafa Silva     | 58' |
| 8  | Centrocampista | João Moutinho  | 64' |
| 9  | Delantero      | André Silva    | 83' |

| 3  | Defensa        | Marcel Halstenberg | 63' |
| 23 | Defensa        | Emre Can           | 63' |
| 18 | Centrocampista | Leon Goretzka      | 73' |
| 23 | Defensa        | Niklas Süle        | 73' |
| 19 | Centrocampista | Leroy Sané         | 87' |

| Anotado | 15' | Cristiano Ronaldo | 1:0 |
| Anotado | 67' | Diogo Jota        | 2:4 |

| Anotado · Autogol | 35' | Rúben Dias        | 1:1 |
| Anotado · Autogol | 39' | Raphaël Guerreiro | 1:2 |
| Anotado           | 51' | Kai Havertz       | 1:3 |
| Anotado           | 60' | Robin Gosens      | 1:4 |

| Amonestado | 66' | Kai Havertz     |
| Amonestado | 77' | Matthias Ginter |

| Árbitro                                            | Anthony Taylor                |
| Árbitros asistentes                                | Gary Beswick                  |
| Árbitros asistentes                                | Adam Nunn                     |
| Cuarto árbitro                                     | Srđan Jovanović               |
| Quinto árbitro                                     | Uroš Stojković                |
| Árbitro asistente de video                         | Stuart Attwell                |
| Árbitros asistentes del árbitro asistente de video | Juan Martínez Munuera         |
| Árbitros asistentes del árbitro asistente de video | Íñigo Prieto López de Cerain  |
| Árbitros asistentes del árbitro asistente de video | Alejandro Hernández Hernández |

| 1          | Guardameta     | Rui Patrício      |     |
| 2          | Defensa        | Nélson Semedo     |     |
| 4          | Defensa        | Rúben Dias        |     |
| 3          | Defensa        | Pepe              |     |
| 5          | Defensa        | Raphaël Guerreiro |     |
| 14         | Centrocampista | William Carvalho  | 58' |
| 13         | Centrocampista | Danilo Pereira    |     |
| 10         | Centrocampista | Bernardo Silva    | 46' |
| 11         | Centrocampista | Bruno Fernandes   | 64' |
| 21         | Centrocampista | Diogo Jota        | 89' |
| 7          | Delantero      | Cristiano Ronaldo |     |
| Entrenador | Entrenador     | Fernando Santos   |     |

| 1          | Guardameta     | Manuel Neuer    |     |
| 4          | Defensa        | Matthias Ginter |     |
| 5          | Defensa        | Mats Hummels    | 63' |
| 2          | Defensa        | Antonio Rüdiger |     |
| 6          | Centrocampista | Joshua Kimmich  |     |
| 21         | Centrocampista | İlkay Gündoğan  | 73' |
| 8          | Centrocampista | Toni Kroos      |     |
| 20         | Centrocampista | Robin Gosens    | 63' |
| 7          | Centrocampista | Kai Havertz     | 73' |
| 25         | Centrocampista | Thomas Müller   |     |
| 10         | Delantero      | Serge Gnabry    | 87' |
| Entrenador | Entrenador     | Joachim Löw     |     |

| 16 | Centrocampista | Renato Sanches | 46' |
| 15 | Delantero      | Rafa Silva     | 58' |
| 8  | Centrocampista | João Moutinho  | 64' |
| 9  | Delantero      | André Silva    | 83' |

| 3  | Defensa        | Marcel Halstenberg | 63' |
| 23 | Defensa        | Emre Can           | 63' |
| 18 | Centrocampista | Leon Goretzka      | 73' |
| 23 | Defensa        | Niklas Süle        | 73' |
| 19 | Centrocampista | Leroy Sané         | 87' |

| Anotado | 15' | Cristiano Ronaldo | 1:0 |
| Anotado | 67' | Diogo Jota        | 2:4 |

| Anotado · Autogol | 35' | Rúben Dias        | 1:1 |
| Anotado · Autogol | 39' | Raphaël Guerreiro | 1:2 |
| Anotado           | 51' | Kai Havertz       | 1:3 |
| Anotado           | 60' | Robin Gosens      | 1:4 |

| Amonestado | 66' | Kai Havertz     |
| Amonestado | 77' | Matthias Ginter |

| Árbitro                                            | Anthony Taylor                |
| Árbitros asistentes                                | Gary Beswick                  |
| Árbitros asistentes                                | Adam Nunn                     |
| Cuarto árbitro                                     | Srđan Jovanović               |
| Quinto árbitro                                     | Uroš Stojković                |
| Árbitro asistente de video                         | Stuart Attwell                |
| Árbitros asistentes del árbitro asistente de video | Juan Martínez Munuera         |
| Árbitros asistentes del árbitro asistente de video | Íñigo Prieto López de Cerain  |
| Árbitros asistentes del árbitro asistente de video | Alejandro Hernández Hernández |

| Estadísticas      | Bandera de Portugal | Bandera de Alemania |
| Tiros             | 7                   | 12                  |
| Tiros a puerta    | 1                   | 7                   |
| Faltas            | 5                   | 15                  |
| Saques de esquina | 6                   | 3                   |
| Penaltis          | 0                   | 0                   |
| Fueras de juego   | 2                   | 1                   |
| Posesión de balón | 44%                 | 56%                 |

#### Portugal vs Francia
| 23 de junio de 2021, 21:00                                                                                 | Portugal                       | 2:2 (1:1) | Francia                   | Puskás Aréna, Budapest                                                           |                                                                                  |
| | Ronaldo 31' (pen.), 60' (pen.) | Reporte   | Benzema 45+2' (pen.), 47' | Asistencia: 54 886 espectadores Árbitro(s): Mateu Lahoz VAR: Hernández Hernández | Asistencia: 54 886 espectadores Árbitro(s): Mateu Lahoz VAR: Hernández Hernández |
| Cristiano Ronaldo iguala el récord de Ali Daei como máximo goleador histórico de selecciones con 109 goles |                                |           |                           |                                                                                  |                                                                                  |

| 1          | Guardameta     | Rui Patrício      |     |
| 2          | Defensa        | Nélson Semedo     | 79' |
| 4          | Defensa        | Rúben Dias        |     |
| 3          | Defensa        | Pepe              |     |
| 5          | Defensa        | Raphaël Guerreiro |     |
| 8          | Centrocampista | João Moutinho     | 72' |
| 13         | Centrocampista | Danilo Pereira    | 46' |
| 16         | Centrocampista | Renato Sanches    | 88' |
| 10         | Delantero      | Bernardo Silva    | 72' |
| 7          | Delantero      | Cristiano Ronaldo |     |
| 21         | Delantero      | Diogo Jota        |     |
| Entrenador | Entrenador     | Fernando Santos   |     |

| 1          | Guardameta     | Hugo Lloris       |     |
| 25         | Defensa        | Jules Koundé      |     |
| 4          | Defensa        | Raphaël Varane    |     |
| 3          | Defensa        | Presnel Kimpembe  |     |
| 21         | Defensa        | Lucas Hernández   | 46' |
| 6          | Centrocampista | Paul Pogba        |     |
| 13         | Centrocampista | N'Golo Kanté      |     |
| 12         | Centrocampista | Corentin Tolisso  | 66' |
| 7          | Centrocampista | Antoine Griezmann | 87' |
| 10         | Centrocampista | Kylian Mbappé     |     |
| 19         | Delantero      | Karim Benzema     |     |
| Entrenador | Entrenador     | Didier Deschamps  |     |

| 26 | Centrocampista | João Palhinha   | 46' |
| 11 | Centrocampista | Bruno Fernandes | 72' |
| 18 | Centrocampista | Rúben Neves     | 72' |
| 20 | Defensa        | Diogo Dalot     | 79' |
| 24 | Centrocampista | Sérgio Oliveira | 88' |

| 11 | Defensa        | Lucas Digne 46'    | 52' |
| 14 | Centrocampista | Adrien Rabiot      | 52' |
| 20 | Delantero      | Kingsley Coman 66' |     |
| 17 | Centrocampista | Moussa Sissoko     | 87' |

| Anotado · Penal | 31' | Cristiano Ronaldo | 1:0 |
| Anotado · Penal | 60' | Cristiano Ronaldo | 2:2 |

| Anotado · Penal | 45+2' | Karim Benzema | 1:1 |
| Anotado         | 47'   | Karim Benzema | 1:2 |

| Amonestado | 27' | Hugo Lloris       |
| Amonestado | 36' | Lucas Hernández   |
| Amonestado | 40' | Antoine Griezmann |
| Amonestado | 83' | Presnel Kimpembe  |

| Árbitro                                            | Mateu Lahoz                    |
| Árbitros asistentes                                | Pau Cebrián Devis              |
| Árbitros asistentes                                | Roberto Díaz Pérez del Palomar |
| Cuarto árbitro                                     | Ovidiu Haţegan                 |
| Quinto árbitro                                     | Sebastian Gheorghe             |
| Árbitro asistente de video                         | Alejandro Hernández Hernández  |
| Árbitros asistentes del árbitro asistente de video | José María Sánchez Martínez    |
| Árbitros asistentes del árbitro asistente de video | Íñigo Prieto López de Cerain   |
| Árbitros asistentes del árbitro asistente de video | Juan Martínez Munuera          |

| 1          | Guardameta     | Rui Patrício      |     |
| 2          | Defensa        | Nélson Semedo     | 79' |
| 4          | Defensa        | Rúben Dias        |     |
| 3          | Defensa        | Pepe              |     |
| 5          | Defensa        | Raphaël Guerreiro |     |
| 8          | Centrocampista | João Moutinho     | 72' |
| 13         | Centrocampista | Danilo Pereira    | 46' |
| 16         | Centrocampista | Renato Sanches    | 88' |
| 10         | Delantero      | Bernardo Silva    | 72' |
| 7          | Delantero      | Cristiano Ronaldo |     |
| 21         | Delantero      | Diogo Jota        |     |
| Entrenador | Entrenador     | Fernando Santos   |     |

| 1          | Guardameta     | Hugo Lloris       |     |
| 25         | Defensa        | Jules Koundé      |     |
| 4          | Defensa        | Raphaël Varane    |     |
| 3          | Defensa        | Presnel Kimpembe  |     |
| 21         | Defensa        | Lucas Hernández   | 46' |
| 6          | Centrocampista | Paul Pogba        |     |
| 13         | Centrocampista | N'Golo Kanté      |     |
| 12         | Centrocampista | Corentin Tolisso  | 66' |
| 7          | Centrocampista | Antoine Griezmann | 87' |
| 10         | Centrocampista | Kylian Mbappé     |     |
| 19         | Delantero      | Karim Benzema     |     |
| Entrenador | Entrenador     | Didier Deschamps  |     |

| 26 | Centrocampista | João Palhinha   | 46' |
| 11 | Centrocampista | Bruno Fernandes | 72' |
| 18 | Centrocampista | Rúben Neves     | 72' |
| 20 | Defensa        | Diogo Dalot     | 79' |
| 24 | Centrocampista | Sérgio Oliveira | 88' |

| 11 | Defensa        | Lucas Digne 46'    | 52' |
| 14 | Centrocampista | Adrien Rabiot      | 52' |
| 20 | Delantero      | Kingsley Coman 66' |     |
| 17 | Centrocampista | Moussa Sissoko     | 87' |

| Anotado · Penal | 31' | Cristiano Ronaldo | 1:0 |
| Anotado · Penal | 60' | Cristiano Ronaldo | 2:2 |

| Anotado · Penal | 45+2' | Karim Benzema | 1:1 |
| Anotado         | 47'   | Karim Benzema | 1:2 |

| Amonestado | 27' | Hugo Lloris       |
| Amonestado | 36' | Lucas Hernández   |
| Amonestado | 40' | Antoine Griezmann |
| Amonestado | 83' | Presnel Kimpembe  |

| Árbitro                                            | Mateu Lahoz                    |
| Árbitros asistentes                                | Pau Cebrián Devis              |
| Árbitros asistentes                                | Roberto Díaz Pérez del Palomar |
| Cuarto árbitro                                     | Ovidiu Haţegan                 |
| Quinto árbitro                                     | Sebastian Gheorghe             |
| Árbitro asistente de video                         | Alejandro Hernández Hernández  |
| Árbitros asistentes del árbitro asistente de video | José María Sánchez Martínez    |
| Árbitros asistentes del árbitro asistente de video | Íñigo Prieto López de Cerain   |
| Árbitros asistentes del árbitro asistente de video | Juan Martínez Munuera          |

| Estadísticas      | Bandera de Portugal | Bandera de Francia |
| Tiros             | 10                  | 11                 |
| Tiros a puerta    | 5                   | 5                  |
| Faltas            | 9                   | 15                 |
| Saques de esquina | 0                   | 1                  |
| Penaltis          | 2                   | 1                  |
| Fueras de juego   | 0                   | 2                  |
| Posesión de balón | 49%                 | 51%                |

### Octavos de final
| 27 de junio de 2021, 21:00 | Bélgica       | 1:0 (1:0) | Portugal | Estadio de La Cartuja, Sevilla                          |                                                         |
|                            | T. Hazard 42' | Reporte   |          | Asistencia: 11 504 espectadores Árbitro(s): Felix Brych | Asistencia: 11 504 espectadores Árbitro(s): Felix Brych |

| 1          | Guardameta     | Thibaut Courtois  |       |
| 2          | Defensa        | Toby Alderweireld |       |
| 3          | Defensa        | Thomas Vermaelen  |       |
| 5          | Defensa        | Jan Vertonghen    |       |
| 15         | Centrocampista | Thomas Meunier    |       |
| 8          | Centrocampista | Youri Tielemans   |       |
| 6          | Centrocampista | Axel Witsel       |       |
| 16         | Centrocampista | Thorgan Hazard    | 90+5' |
| 7          | Delantero      | Kevin De Bruyne   | 48'   |
| 9          | Delantero      | Romelu Lukaku     |       |
| 10         | Delantero      | Eden Hazard       | 87'   |
| Entrenador | Entrenador     | Roberto Martínez  |       |

| 1          | Guardameta     | Rui Patrício      |     |
| 20         | Defensa        | Diogo Dalot       |     |
| 4          | Defensa        | Rúben Dias        |     |
| 3          | Defensa        | Pepe              |     |
| 5          | Centrocampista | Raphaël Guerreiro |     |
| 8          | Centrocampista | João Moutinho     | 55' |
| 26         | Centrocampista | João Palhinha     | 78' |
| 16         | Centrocampista | Renato Sanches    | 78' |
| 10         | Delantero      | Bernardo Silva    | 55' |
| 7          | Delantero      | Cristiano Ronaldo |     |
| 21         | Delantero      | Diogo Jota        | 70' |
| Entrenador | Entrenador     | Fernando Santos   |     |

| 14 | Delantero      | Dries Mertens      | 48'   |
| 11 | Delantero      | Yannick Carrasco   | 87'   |
| 19 | Centrocampista | Leander Dendoncker | 90+5' |

| 23 | Delantero      | João Félix      | 55' |
| 11 | Centrocampista | Bruno Fernandes | 55' |
| 9  | Delantero      | André Silva     | 70' |
| 13 | Centrocampista | Danilo Pereira  | 78' |
| 5  | Centrocampista | Sérgio Oliveira | 78' |

| Amonestado | 72' | Thomas Vermaelen  |
| Amonestado | 81' | Toby Alderweireld |

| Amonestado | 45' | João Palhinha |
| Amonestado | 51' | Diogo Dalot   |
| Amonestado | 77' | Pepe          |

| Árbitro                                            | Felix Brych          |
| Árbitros asistentes                                | Mark Borsch          |
| Árbitros asistentes                                | Stefan Lupp          |
| Cuarto árbitro                                     | Georgi Kabakov       |
| Quinto árbitro                                     | Martin Margaritov    |
| Árbitro asistente de video                         | Marco Fritz          |
| Árbitros asistentes del árbitro asistente de video | Christian Dingert    |
| Árbitros asistentes del árbitro asistente de video | Christian Gittelmann |
| Árbitros asistentes del árbitro asistente de video | Bastian Dankert      |

| 1          | Guardameta     | Thibaut Courtois  |       |
| 2          | Defensa        | Toby Alderweireld |       |
| 3          | Defensa        | Thomas Vermaelen  |       |
| 5          | Defensa        | Jan Vertonghen    |       |
| 15         | Centrocampista | Thomas Meunier    |       |
| 8          | Centrocampista | Youri Tielemans   |       |
| 6          | Centrocampista | Axel Witsel       |       |
| 16         | Centrocampista | Thorgan Hazard    | 90+5' |
| 7          | Delantero      | Kevin De Bruyne   | 48'   |
| 9          | Delantero      | Romelu Lukaku     |       |
| 10         | Delantero      | Eden Hazard       | 87'   |
| Entrenador | Entrenador     | Roberto Martínez  |       |

| 1          | Guardameta     | Rui Patrício      |     |
| 20         | Defensa        | Diogo Dalot       |     |
| 4          | Defensa        | Rúben Dias        |     |
| 3          | Defensa        | Pepe              |     |
| 5          | Centrocampista | Raphaël Guerreiro |     |
| 8          | Centrocampista | João Moutinho     | 55' |
| 26         | Centrocampista | João Palhinha     | 78' |
| 16         | Centrocampista | Renato Sanches    | 78' |
| 10         | Delantero      | Bernardo Silva    | 55' |
| 7          | Delantero      | Cristiano Ronaldo |     |
| 21         | Delantero      | Diogo Jota        | 70' |
| Entrenador | Entrenador     | Fernando Santos   |     |

| 14 | Delantero      | Dries Mertens      | 48'   |
| 11 | Delantero      | Yannick Carrasco   | 87'   |
| 19 | Centrocampista | Leander Dendoncker | 90+5' |

| 23 | Delantero      | João Félix      | 55' |
| 11 | Centrocampista | Bruno Fernandes | 55' |
| 9  | Delantero      | André Silva     | 70' |
| 13 | Centrocampista | Danilo Pereira  | 78' |
| 5  | Centrocampista | Sérgio Oliveira | 78' |

| Amonestado | 72' | Thomas Vermaelen  |
| Amonestado | 81' | Toby Alderweireld |

| Amonestado | 45' | João Palhinha |
| Amonestado | 51' | Diogo Dalot   |
| Amonestado | 77' | Pepe          |

| Árbitro                                            | Felix Brych          |
| Árbitros asistentes                                | Mark Borsch          |
| Árbitros asistentes                                | Stefan Lupp          |
| Cuarto árbitro                                     | Georgi Kabakov       |
| Quinto árbitro                                     | Martin Margaritov    |
| Árbitro asistente de video                         | Marco Fritz          |
| Árbitros asistentes del árbitro asistente de video | Christian Dingert    |
| Árbitros asistentes del árbitro asistente de video | Christian Gittelmann |
| Árbitros asistentes del árbitro asistente de video | Bastian Dankert      |

| Estadísticas      | Bandera de Bélgica | Bandera de Portugal |
| Tiros             | 6                  | 23                  |
| Tiros a puerta    | 1                  | 4                   |
| Faltas            | 14                 | 9                   |
| Saques de esquina | 0                  | 3                   |
| Penaltis          | 0                  | 0                   |
| Fueras de juego   | 1                  | 3                   |
| Posesión de balón | 44%                | 56%                 |

## Estadísticas

### Posiciones

#### Clasificación general
| Equipo | Equipo              | Pts | PJ | PG | PE | PP | GF | GC | Dif | Rend  |
| ------ | ------------------- | --- | -- | -- | -- | -- | -- | -- | --- | ----- |
| 1      | Italia              | 17  | 7  | 5  | 2  | 0  | 13 | 4  | +9  | 81%   |
| 2      | Inglaterra          | 17  | 7  | 5  | 2  | 0  | 11 | 2  | +9  | 81%   |
| 3      | España              | 10  | 6  | 2  | 4  | 0  | 13 | 6  | +7  | 55.6% |
| 4      | Dinamarca           | 9   | 6  | 3  | 0  | 3  | 12 | 7  | +5  | 50%   |
| 5      | Bélgica             | 12  | 5  | 4  | 0  | 1  | 9  | 3  | +6  | 80%   |
| 6      | República Checa     | 7   | 5  | 2  | 1  | 2  | 6  | 4  | +2  | 46.7% |
| 7      | Suiza               | 6   | 5  | 1  | 3  | 1  | 8  | 9  | −1  | 40%   |
| 8      | Ucrania             | 6   | 5  | 2  | 0  | 3  | 6  | 10 | –4  | 40%   |
| 9      | Países Bajos        | 9   | 4  | 3  | 0  | 1  | 8  | 4  | +4  | 75%   |
| 10     | Suecia              | 7   | 4  | 2  | 1  | 1  | 5  | 4  | +1  | 58.3% |
| 11     | Francia             | 6   | 4  | 1  | 3  | 0  | 7  | 6  | +1  | 50%   |
| 12     | Austria             | 6   | 4  | 2  | 0  | 2  | 5  | 5  | 0   | 50%   |
| 13     | Portugal            | 4   | 4  | 1  | 1  | 2  | 7  | 7  | 0   | 33.3% |
| 14     | Croacia             | 4   | 4  | 1  | 1  | 2  | 7  | 8  | −1  | 33.3% |
| 15     | Alemania            | 4   | 4  | 1  | 1  | 2  | 6  | 7  | −1  | 33.3% |
| 16     | Gales               | 4   | 4  | 1  | 1  | 2  | 3  | 6  | –3  | 33.3% |
| 17     | Finlandia           | 3   | 3  | 1  | 0  | 2  | 1  | 3  | −2  | 33.3% |
| 18     | Rusia               | 3   | 3  | 1  | 0  | 2  | 2  | 7  | −5  | 33.3% |
| 19     | Eslovaquia          | 3   | 3  | 1  | 0  | 2  | 2  | 7  | −5  | 33.3% |
| 20     | Hungría             | 2   | 3  | 0  | 2  | 1  | 3  | 6  | −3  | 22.2% |
| 21     | Polonia             | 1   | 3  | 0  | 1  | 2  | 4  | 6  | −2  | 11.1% |
| 22     | Escocia             | 1   | 3  | 0  | 1  | 2  | 1  | 5  | −4  | 11.1% |
| 23     | Macedonia del Norte | 0   | 3  | 0  | 0  | 3  | 2  | 8  | −6  | 0%    |
| 24     | Turquía             | 0   | 3  | 0  | 0  | 3  | 1  | 8  | −7  | 0%    |

| Predecesor: Francia 2016 | Portugal en la Eurocopa · Europa 2020 | Sucesor: Alemania 2024 |